# Gymnothorax eurostus
Gymnothorax castaneus (лат.) — вид рыб из семейства муреновых (Muraenidae), описанный в 1860 году американским натуралистом Чарльзом Конрадом Эбботом (C. C. Abbott).
Достигает в длину 60 см . Обитает на глубинах от 1 до 74 м. Питается, главным образом, ракообразными и рыбами.

## Распространение
Встречаются в тропических водах Индийского океана (Мадагаскар, Мозамбик, Сейшельские острова, ЮАР) и Тихого океана: от Коста-Рики (центральная Америка) до острова Пасхи и побережий Чили и Новой Зеландии.

## Описание
Зубы на челюстях расположены бисериально, внутренний и внешний ряды равны по длине, зубы на межчелюстном пространстве представлены в периферических и срединных рядах, между которыми располагаются ещё дополнительные ряды. По этому признаку G. eurostus сходен с E. meleagris и отличается от всех представителей рода Gymnothorax .